# Sint-johnshond

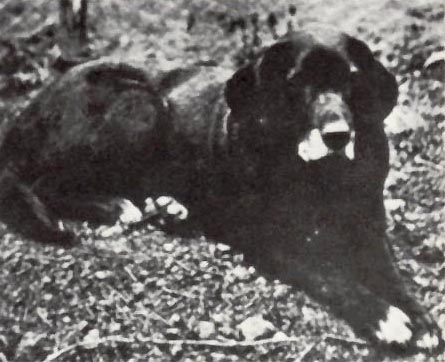
Nell, een sint-johnshond die werd geboren rond 1856

De sint-johnshond is een uitgestorven hondenras uit Newfoundland. Als werkhond werd hij gefokt voor zijn praktische kwaliteiten in plaats van voor zijn uiterlijk of stamboom. Het is niet echt bekend van welke rassen hij afstamde, maar waarschijnlijk was hij een ratjetoe van oude Engelse, Ierse en Portugese werkhonden.

De sint-johnshond kwam steeds minder vaak voor vanaf het begin van de 20ste eeuw en begin jaren tachtig was hij definitief uitgestorven. Toch zijn er in Newfoundland nog honden die doen denken aan de sint-johnshond. Hij is het best te vergelijken met een stevige, hedendaagse labrador-retriever. 

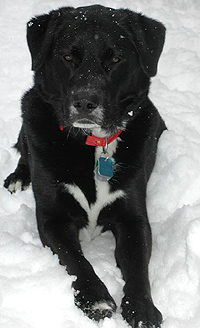
Hedendaagse Canadese labradorkruising die duidelijk doet denken aan de sint-johnshond

## Geschiedenis
De sint-johnshond komt oorspronkelijk van het eiland Newfoundland en is vernoemd naar de hoofdstad St. John's. Hij is de voorouder van de moderne retrievers, zoals de flat-coated retriever, de Chesapeake Bayretriever, de golden retriever en de labrador-retriever. Hij was eveneens een voorouder van de newfoundlandhond. Waarschijnlijk is de newfoundland ontstaan uit een mix van de sint-johnshond en mastiffhonden die door Portugese vissers meegebracht werden naar Newfoundland.
In de 19de eeuw en aan het begin van de 20ste eeuw werden de sint-johnshonden geïmporteerd in Engeland. Daar werden ze gekruist met andere rassen en zo zijn de moderne retrieverrassen ontstaan. De meest op de sint-johnshond gelijkende hond is de labrador-retriever, die vernoemd werd naar de aan Newfoundland grenzende regio Labrador.

## Uiterlijk en eigenschappen

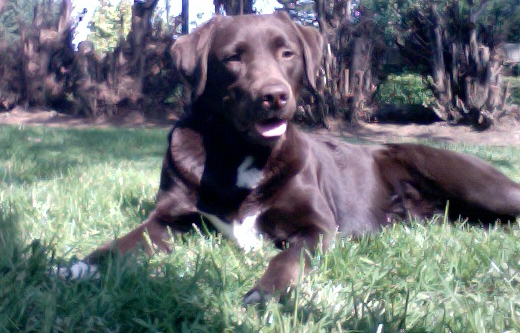
Kruising van een labrador en een Friese stabij met de typische witmarkeringen van de sint-johnshond

Sint-johnshonden waren middelgroot, sterk en stevig, net zoals de hedendaagse Engelse labrador-retrievers. Ze hadden kenmerkende witte vlekken op hun borst, kin, poten en snuit, zoals deze weleens voorkomen bij hedendaagse labradorkruisingen. Raszuivere labradors hebben deze witmarkeringen niet, al komen er weleens witte medailles op de borst voor bij labradors, of wat verloren witte haren op de pootjes.
Zeventiende-eeuwse bronnen vermelden al robuuste, middelgrote, zwarte honden die meevoeren met vissers in Newfoundland. Er werd geschreven dat de honden lijnen, netten en vissen apporteerden uit de zee naar de boot. Ze werden beschreven als honden met een korte, dikke vacht, een staart als een roer, een groot uithoudingsvermogen en een grote liefde voor zwemmen.